# Football League One
La Football League One, o League One (que per raons de patrocini és anomenada al Regne Unit Coca-Cola Football League 1) és la segona competició futbolística de la Football League, i la tercera de la Lliga anglesa de futbol (a sota de la Football League Championship).
La Football League One va ser introduïda per a la temporada 2004-05, i va reemplaçar a la Football League Second Division.

## La Competició
Hi ha 24 equips a la Football League One Durant cada temporada (des d'agost fins al maig), cada equip s'enfronta dues vegades amb la resta, una vegada al seu estadi i una altra a la dels seus contrincants, en un total de 46 partits per cada equip. Al final de cada temporada els dos primers equips de la classificació, més el guanyador del playoff que es desenvolupa entre els equips que estan entre el tercer i sisè lloc, ascendeixen a la Football League Championship i són substituïts pels tres pitjors de la Championship.
Així mateix, els quatre equips que finalitzin al fons de la taula de posicions, baixen a la Football League Two, i són reemplaçats pels tres primers equips de la classificació, més el guanyador del playoff que es desenvolupa entre els equips que estan entre el quart i setè lloc d'aquesta divisió.

## Equips participants EFL League One 2019-20
| Club                | Ciutat            | Estadi                       | Capacitat |
| ------------------- | ----------------- | ---------------------------- | --------- |
| Accrington Stanley  | Accrington        | Crown Ground                 | 5.057     |
| Wimbledon AFC       | Londres           | Kingsmeadow                  | 4.850     |
| Blackpool           | Blackpool         | Bloomfield Road              | 17.338    |
| Bradford City       | Bolton            | University of Bolton Stadium | 28.723    |
| Bristol Rovers      | Bristol           | Memorial Stadium             | 12.300    |
| Burton Albion       | Burton upon Trent | Pirelli Stadium              | 6.912     |
| Coventry City       | Coventry          | St Andrew's Stadium          | 29.409    |
| Doncaster Rovers    | Doncaster         | Keepmoat Stadium             | 15.231    |
| Fleetwood Town      | Fleetwood         | Highbury Stadium             | 5.311     |
| Gillingham          | Gillingham        | Priestfield Stadium          | 11.582    |
| Ipswich Town        | Ipswich           | Portman Road                 | 30.311    |
| Lincoln City        | Lincoln           | Sincil Bank                  | 10.307    |
| Milton Keynes Dons  | Milton Keynes     | Stadium MK                   | 30.500    |
| Oxford United       | Oxford            | Kassam Stadium               | 12.500    |
| Peterborough United | Peterborough      | ABAX Stadium                 | 15.314    |
| Portsmouth          | Portsmouth        | Fratton Park                 | 21.100    |
| Rochdale            | Rochdale          | Spotland                     | 10.249    |
| Rotherham United    | Rotherham         | New York Stadium             | 12.021    |
| Shrewsbury Town     | Shrewsbury        | New Meadow                   | 9.875     |
| Southend United     | Southend-on-Sea   | Roots Hall                   | 12.392    |
| Sunderland          | Sunderland        | Stadium of Light             | 48.707    |
| Tranmere Rovers     | Birkenhead        | Prenton Park                 | 16.587    |
| Wycombe Wanderers   | Wycombe           | Adams Park                   | 10.300    |

## Historial de la Football League One
| Temporada | Campió                     | Subcampió           | També ascendit      |
| --------- | -------------------------- | ------------------- | ------------------- |
| 2004-05   | Luton Town                 | Hull City           | Sheffield Wednesday |
| 2005-06   | Southend United            | Colchester United   | Barnsley            |
| 2006-07   | Scunthorpe United          | Bristol City        | Blackpool           |
| 2007-08   | Swansea City               | Nottingham Forest   | Doncaster Rovers    |
| 2008-09   | Leicester City             | Peterborough United | Scunthorpe United   |
| 2009-10   | Norwich City               | Leeds United FC     | Millwall            |
| 2010-11   | Brighton & Hove Albion     | Southampton         | Peterborough United |
| 2011-12   | Charlton Athletic          | Sheffield Wednesday | Huddersfield Town   |
| 2012-13   | Doncaster Rovers           | Bournemouth         | Yeovil Town FC      |
| 2013-14   | Wolverhampton Wanderers FC | Brentford           | Rotherham United    |
| 2014-15   | Bristol City               | Milton Keynes Dons  | Preston North End   |
| 2015-16   | Wigan Athletic             | Burton Albion       | Barnsley            |
| 2016-17   | Sheffield United           | Bolton Wanderers    | Millwall            |
| 2017-18   | Wigan Athletic             | Blackburn Rovers    | Rotherham United    |
| 2018-19   | Luton Town                 | Barnsley            | Charlton Athletic   |

### Descensos a la League Two
| Temporada: | Equipos:                                                            |
| ---------- | ------------------------------------------------------------------- |
| 2004-05    | Torquay United, Wrexham, Peterborough United, Stockport County      |
| 2005-06    | Hartlepool United, Milton Keynes Dons, Swindon Town, Walsall        |
| 2006-07    | Chesterfield, Bradford City, Rotherham United, Brentford            |
| 2007-08    | Bournemouth, Gillingham, Port Vale, Luton Town                      |
| 2008-09    | Northampton Town, Crewe Alexandra, Cheltenham Town, Hereford United |
| 2009-10    | Gillingham, Southend United, Wycombe Wanderers, Stockport County    |
| 2010-11    | Dagenham & Redbridge, Bristol Rovers, Plymouth Argyle, Swindon Town |
| 2011-12    | Wycombe Wanderers, Chesterfield, Exeter City, Rochdale              |
| 2012-13    | Scunthorpe United, Bury, Hartlepool United, Portsmouth              |
| 2013-14    | Stevenage, Shrewsbury Town, Carlisle United, Tranmere Rovers        |
| 2014-15    | Notts County, Crawley Town, Leyton Orient, Yeovil Town              |
| 2015-16    | Doncaster Rovers, Blackpool, Colchester United, Crewe Alexandra     |
| 2016-17    | Port Vale, Swindon Town, Coventry City, Chesterfield                |
| 2017-18    | Oldham Athletic, Northampton Town, Milton Keynes Dons, Bury         |
| 2018-19    | Plymouth Argyle, Walsall, Scunthorpe United, Bradford City          |
| 2019-20    | Bury[a]                                                             |

a Va ser expulsat l'agost de 2019